# Phiale cubana
Phiale cubana är en spindelart som beskrevs av Roewer 1951. Phiale cubana ingår i släktet Phiale och familjen hoppspindlar. Inga underarter finns listade i Catalogue of Life.